# Acanthormius dentatus
Acanthormius dentatus är en stekelart som beskrevs av Granger 1949. Acanthormius dentatus ingår i släktet Acanthormius och familjen bracksteklar. Inga underarter finns listade i Catalogue of Life.